# Area metropolitana di Napoli

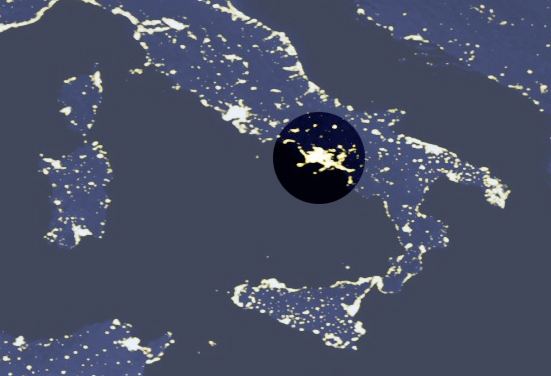
Immagine da satellite

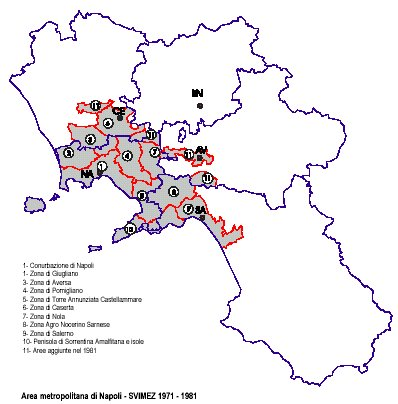
Dettagli dell'Area metropolitana di Napoli secondo SVIMEZ

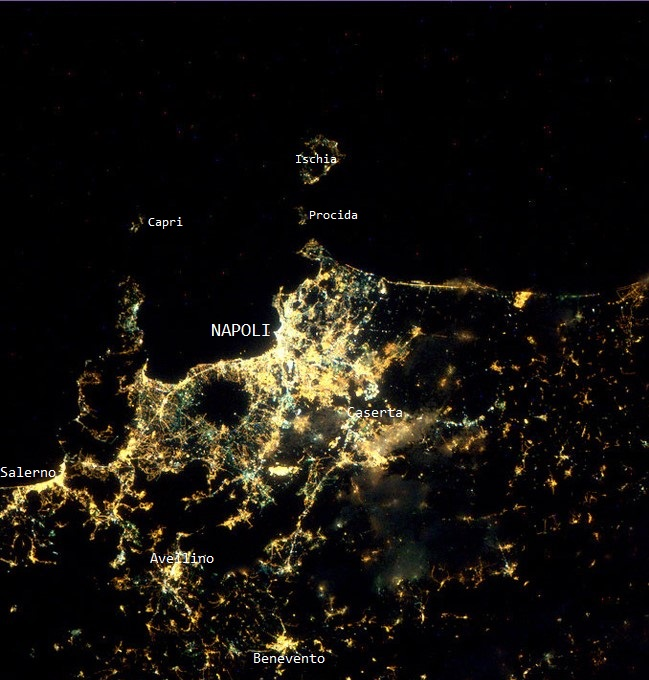
Immagine satellitare della conurbazione

L'area metropolitana di Napoli, denominata Grande Napoli, indica la parte di territorio campano che per ragioni economiche, urbanistiche, sociali e di servizio, nonché storiche e culturali, è legato alla città di Napoli.
A differenza della città metropolitana di Napoli, non è un territorio amministrato politicamente, bensì è un'area dai confini non giuridicamente delimitati né univocamente definiti.

## Territorio

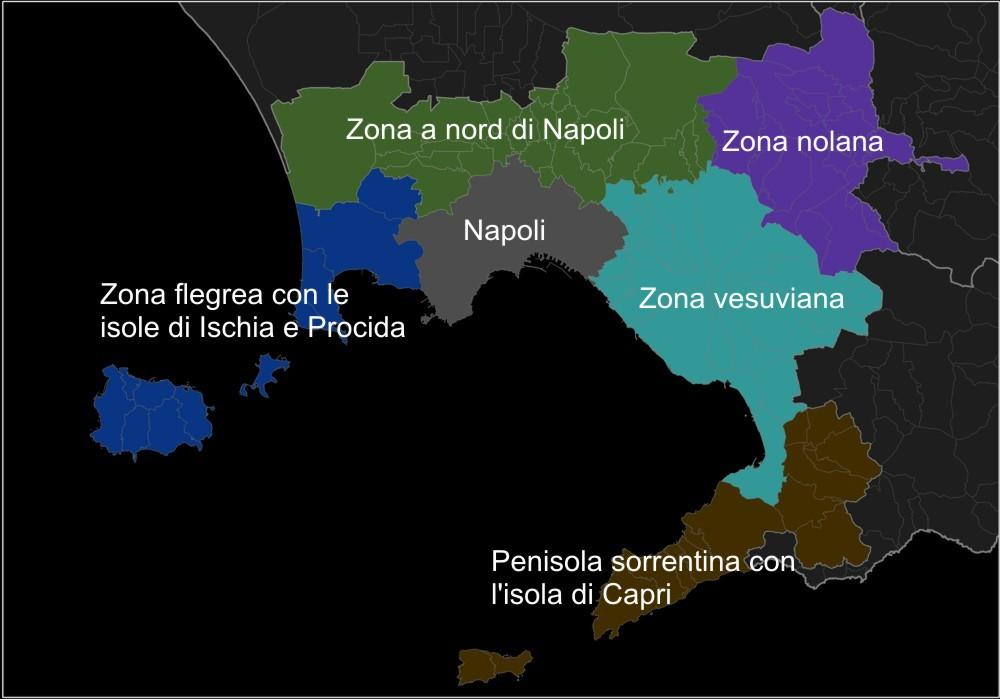
Città metropolitana di Napoli

Diverse fonti indicano che l'area metropolitana di Napoli è la seconda d'Italia per popolazione dopo quella di Milano; per l'European Spatial Planning Observation Network, nel 2007 l'area metropolitana di Napoli contava 3.714.000 abitanti, mentre valutazioni più recenti oscillano tra i 3.700.000 e i 4.200.000 abitanti. Fonti SVIMEZ ne attribuiscono 4.434.136 distribuiti su un'area di 2 300 km². Per il CENSIS, invece, l'area metropolitana napoletana sarebbe seconda solo alla megaregione lombarda, che conta 4.996.084 abitanti. Dati ONU del 2010 riferiscono di una popolazione di 5 milioni di abitanti.
L'area metropolitana è, ad ogni modo, una delle più popolose e densamente popolate dell'Unione europea: la densità abitativa della sola città metropolitana di Napoli, subentrata alla vecchia provincia il 1º gennaio 2015, è pari a 2 672 ab./km². Gli urbanisti chiamano l'intero territorio urbanizzato Grande Napoli.
Alcuni studi condotti da diversi istituti di ricerca e statistica negli anni ottanta e novanta hanno tracciato varie ipotesi di delimitazione del territorio, tenendo conto di più fattori di riferimento.

## Delimitazioni territoriali
Le ipotesi che si sono succedute nel corso degli anni in merito ai confini della città metropolitana di Napoli sono state diverse, tuttavia dopo essere definitivamente tramontata l'idea di delimitare un territorio metropolitano ristretto all'interno della ex provincia di Napoli, che, secondo la legge vigente, non avrebbe poi consentito ai territori esclusi l'istituzione di una nuova provincia di riferimento, tale ipotesi in realtà è stata abbandonata anche per l'eccessiva frammentazione che avrebbe creato in uno spazio notoriamente esiguo (1.171 km²), densamente popolato e da sempre caratterizzato da un forte squilibrio territoriale con il resto della regione (13.595 km²).
I vari studi di più centri di ricerca e statistica possono essere ricondotti sostanzialmente a due delimitazioni principali: una che considera parte dell'area alcune zone delle province di Caserta (Agro aversano), Salerno (Agro nocerino-sarnese) e Avellino (Vallo di Lauro e Baianese); un'altra studio SVIMEZ, fa rientrare nell'area oltre all'intero territorio napoletano, 36 comuni della provincia di Caserta (compreso il capoluogo) e 35 comuni della provincia di Salerno capoluoghi inclusi, più 6 comuni in provincia di Avellino per un totale di 173 comuni, tuttavia questa è stata considerata sempre l'ipotesi più remota e di difficilissima attuazione proprio per l'ampiezza e l'eterogeneità dei territori coinvolti.
L'orientamento generale è andato quindi verso la preferenza di una città metropolitana coincidente con il territorio della ex provincia di Napoli, in quanto incontra meno difficoltà nella modificazione degli attuali ambiti amministrativi e presenta vantaggi in ordine a tutta una serie di fattori geografici e di organizzazione spaziale che sorreggono storicamente la vita attiva dell'area napoletana. Tale tesi ha trovato infine conferma con l'approvazione della legge n. 256 del 7 aprile 2014, che però non chiude la possibilità ad altri territori di aderire alla città metropolitana; qualora la regione interessata, entro trenta giorni dalla richiesta, esprima parere contrario, riguardo alle proposte formulate dai comuni, il Governo promuove un'intesa tra la regione e i comuni interessati, da definire entro novanta giorni dalla data di espressione del parere. In caso di mancato raggiungimento dell'intesa entro il predetto termine, il Consiglio dei ministri, sentita la relazione del Ministro per gli affari regionali e del Ministro dell'interno, udito il parere del presidente della regione, decide in via definitiva in ordine all'approvazione e alla presentazione al Parlamento del disegno di legge contenente modifiche territoriali di province e di città metropolitane, ai sensi dell'articolo 133, primo comma, della Costituzione.